# Héracle de Polignac
Pour les articles homonymes, voir Héracle, Armand de Polignac et Polignac.
Héracle de Polignac, 5e duc de Polignac (1843-1917) est le fils de Jules-Armand de Polignac, 4e duc de Polignac, (1817-1890) et d'Amélie Berton des Balbes de Crillon ; le petit-fils de Jules de Polignac (1780-1847), 3e duc de Polignac.

## Biographie
Il naît à Paris le 14 juin 1843. Ancien élève de Saint-Cyr, il sert comme officier de cuirassiers.[réf. nécessaire]
Après la guerre de 1870, il est lieutenant, puis capitaine de réserve. Il est également maire de Saint-Jean-du-Cardonnay, dont le château lui vient de sa famille maternelle.[réf. nécessaire]
À sa mort, survenue à Saint-Jean-du-Cardonnay le 20 novembre 1917, son fils aîné, Armand, lui succède comme sixième duc de Polignac.

### Mariage et descendance
Il épouse en 1871 Odette Frotier de Bagneux (1848-1893), fille de Louis-Charles-Alfred de Frotier de Bagneux, député de la Seine-Inférieure, et de Mathilde de Faudoas.[réf. nécessaire]
Le couple a cinq enfants[réf. nécessaire] :
- Armand de Polignac (1872-1961), 6e duc de Polignac en 1917, marié en 1902 avec la princesse Hélène de Bauffremont Courtenay (1878-1947), dont postérité ;
- Marie Odette Louise Eléonore de Polignac (1874-1896 à Canappeville[2]) sans alliance ;
- Henri de Polignac (1878-1915), ancien élève de Saint Cyr, officier d'infanterie, chevalier de la Légion d'honneur, croix de guerre 1914-1918, (1878-1915, mort pour la France) marié en 1904 avec Diane de Polignac (1882-1974), sa cousine, dont postérité : 
  - Guy de Polignac (1905-1996 ;
    - Henri-Melchior de Polignac (1950-1991) ;

  - Edmond de Polignac (1914-2010) ;
    - Alain de Polignac (1940-2024), héritier du titre ducal ;
- Marie Madeleine Mathilde de Polignac (1885-1891) ;
- François de Polignac (1887-1981), marié avec Simone de Maillé, puis avec Edwige de Chabannes ; dont postérité[3].